# 相依性地狱
相依性地狱（英语：dependency hell），又称依赖地狱，是指在操作系统中由于软件之间的依赖性不能被满足而引发的问题。
一个软件包依赖于其它必要的软件包（且版本要符合要求），使得软件包系统形成了复杂的依赖关系网络，并可能引发一系列问题。一些软件包可能因为依赖性无法满足，需要安装大量软件包；另一方面，一个软件包的卸载可能引发数量众多的软件包无法工作。
目前，GNU/Linux通过高级软件包管理机制，一定程度上解决了相依性地狱问题。较著名的有Debian阵营的APT和Redhat阵营的Yum，及 Yum 的后继包管理工具 DNF。

## 问题由来
相较“另起炉灶”、「重造輪子」的做法，现代软件往往会利用一些已有的组件（如库、程序、多媒体文件）进行开发。这些组件可能是某个软件，也可能是专门为其他软件使用而设计（库）。程序开发者根据特定版本的组件来设计自己的软件。这种方式减少了开发的工作量，使得程序比较轻便。但是该软件要正确运行，必须安装了指定版本的某些组件。
做一个比喻：你在建造一所房子。你的工作只有建造房子。而你并不生产门窗。由于门洞和窗口的尺寸要和门窗配合，因此你不得不寻找了一家门窗厂商，以他们生产的门窗作为标准，来建造合适的房子。你建造的房屋必须依赖于这家门窗厂商所生产的特定型号的门。
这便是相依性的产生过程。
若只有简单的相依性，则比较容易解决。如A软件依赖e、z软件包，而e、z软件包没有依赖，只需要安装e、z软件包，再安装A软件即可。就如建造商与门窗商的依赖关系，简单明了。
而当依赖性过多，且具有多级结构，形成错综复杂的网络，依赖性的解析就会变得异常困难，甚至出现无法解析的致命错误。
- 由于软件包更新迅速，且互相不同步，依赖性所要求的版本条件可能很快便不存在。
- 当多个软件包同时依赖于一个软件包，但所要求的版本不同。如A软件包依赖gcc-4.6及以上而B软件依赖gcc-4.5，那么就会产生相依性冲突。这种情况下，两个软件包A、B无法同时满足依赖性，无法同时安装或运行。
- 当一个软件包依赖多个软件包，解析依赖性的难度会加大。如A软件包依赖40个软件包，而这40个软件包每个又都有自身的依赖关系，依赖关系深达3-5层。这样的计算，靠人力有时是难以完成的，必须借助软件包管理器进行自动解析。同时，安装组件的数量也会由于依赖性过多而增长。
- 当两个软件包不共存的时候，可能会对整个体系造成巨大冲击。若是两个底层软件包，则影响会更大。由依赖关系形成的网络会断裂为不共存的两部分。在建立软件包体系的过程中，要尽量避免这种情况发生，尤其是底层软件包的不共存问题。
- 在特殊情况下还会产生不可解的依赖关系，如依赖死循环。

## 问题类型

### 依赖过多
一个软件包可能依赖于众多的库，因此安装一个软件包的同时要安装几个甚至几十个库包。

### 多重依赖
指从所需软件包到最底层软件包之间的层级数过多。这会导致依赖性解析过于复杂，并且容易产生依赖冲突和环形依赖。

### 依赖冲突
即两个软件包无法共存的情况。除两个软件包包含内容直接冲突外，也可能因为其依赖的低层软件包互相冲突。因此，两个看似毫无关联的软件包也可能因为依赖性冲突而无法安装。

### 依赖循环
即依赖性关系形成一个闭合环路，最终导致：在安装A软件包之前，必须要安装A、B、C、D软件包，然而这是不可能的。